# Gloria de Bourbon de Parme
Gloria de Borbón (Roma, 9 de mayo de 2016) es una princesa neerlandesa. Es la hija segundogénita del príncipe Jaime de Bourbon de Parme, nacida de su matrimonio con la abogada magiar Viktória Cservenyák. Es también bisnieta de la reina Juliana de los Países Bajos, miembro de la familia real neerlandesa y sobrina en segundo grado del actual rey de los Países Bajos, Guillermo Alejandro.

## Títulos, tratamientos y distinciones honoríficas
- 9 de mayo de 2016 – Presente: Su Alteza Real la princesa Gloria de Bourbon de Parme[3]